# 八幡平市博物館
八幡平市博物館（はちまんたいしはくぶつかん）は、岩手県八幡平市の博物館。
市の特産品である漆器に関する資料や考古資料、民俗資料などを展示する。
分館に八幡平市西根歴史民俗資料館がある。

## 交通アクセス
- 東北自動車道「安代IC」から車で約3分[1]
- JR花輪線「荒屋新町駅」から徒歩で約10分[1]